# Лі-Вайнінг (Каліфорнія)
Лі-Вайнінг (англ. Lee Vining) — переписна місцевість (CDP) в США, в окрузі Моно штату Каліфорнія. Населення — 217 осіб (2020).

## Географія
Лі-Вайнінг розташоване за координатами 37°57′20″ пн. ш. 119°8′1″ зх. д. / 37.95556° пн. ш. 119.13361° зх. д. (37.955623, -119.133679).  За даними Бюро перепису населення США в 2010 році переписна місцевість мала площу 13,52 км², з яких 13,51 км² — суходіл та 0,01 км² — водойми.

## Демографія
Згідно з переписом 2010 року, у переписній місцевості мешкали 222 особи в 85 домогосподарствах у складі 53 родин. Густота населення становила 16 осіб/км².  Було 112 помешкання (8/км²).
Расовий склад населення:
| - 56,8 % — білих - 11,3 % — корінних американців - 28,8 % — осіб інших рас |

До двох чи більше рас належало 3,2 %. Частка іспаномовних становила 43,2 % від усіх жителів.
За віковим діапазоном населення розподілялося таким чином: 25,2 % — особи молодші 18 років, 67,1 % — особи у віці 18—64 років, 7,7 % — особи у віці 65 років та старші. Медіана віку мешканця становила 30,4 року. На 100 осіб жіночої статі у переписній місцевості припадало 107,5 чоловіків;  на 100 жінок у віці від 18 років та старших — 102,4 чоловіків також старших 18 років.
Цивільне працевлаштоване населення становило 79 осіб. Основні галузі зайнятості: науковці, спеціалісти, менеджери — 34,2 %, публічна адміністрація — 12,7 %, освіта, охорона здоров'я та соціальна допомога — 10,1 %.